# 李泽林
李泽林（1959年—），河北人，汉族，中华人民共和国政治人物、第十二届全国人民代表大会黑龙江地区代表。
毕业于中国政法大学民商法专业。2013年，被选为全国人大代表。